# Moritz Böhringer
Moritz Böhringer (Stoccarda, 16 ottobre 1993) è un giocatore di football americano tedesco che milita nel ruolo di tight end nella German Football League (GFL).
Prima di praticare il football americano ha giocato a calcio nel  DJK Aalen e nel TSG Hofherrnweiler. Dopo aver giocato nelle giovanili del Crailsheim Titans è passato nel 2013 nella prima squadra della stessa società, firmando in seguito con gli Schwäbisch Hall Unicorns.
Nel 2016 è stato draftato dai Minnesota Vikings al sesto giro con la scelta numero 180; ha quindi passato le due stagioni successive nella practice squad dei Vikings e altre due in quella dei Cincinnati Bengals, prima di tornare in Germania a giocare nuovamente per gli Unicorns.

## Palmarès
- 1 CEFL (2021)